# Вимейру (Лориньян)
Вимейру (порт. Vimeiro) — район (фрегезия) в Португалии, входит в округ Лиссабон. Является составной частью муниципалитета Лориньян. По старому административному делению входил в провинцию Эштремадура. Входит в экономико-статистический субрегион Оэште, который входит в Центральный регион. Население составляет 1443 человека на 2001 год. Занимает площадь 7,01 км².
Покровителем района считается Архангел Михаил (порт. São Miguel).